# Isophya
Isophya – rodzaj owadów prostoskrzydłych z rodziny pasikonikowatych (Tettigoniidae). Obejmuje ponad 80 gatunków rozprzestrzenionych w Europie (ponad 45 gatunków) i zachodniej Azji. Większość gatunków występuje we wschodniej części obszaru śródziemnomorskiego. W języku polskim gatunki z tego rodzaju określane są zwyczajową nazwą zrówieńka. W Polsce stwierdzono występowanie 6 przedstawicieli tego rodzaju:
- Isophya camptoxypha – zrówieńka karpacka
- Isophya kraussi – zrówieńka górska
- Isophya stysi – zrówieńka bieszczadzka
- Isophya pienensis – zrówieńka pienińska
- Isophya posthumoidalis – zrówieńka wschodniokarpacka
- Isophya modesta – zrówieńka turnicka

Zrówieńki są trudne do rozróżnienia z powodu dużego podobieństwa morfologicznego. Dopiero analiza RAPD ujawniła ich znaczny polimorfizm. Wiele gatunków można łatwo rozróżnić także poprzez analizę wydawanych przez nie dźwięków, które jednak z racji tego, że w większości znajdują się w zakresie częstotliwości ultradźwiękowych, są słabo lub bardzo słabo słyszalne dla ludzkiego ucha.
Wcześniej do tego rodzaju zaliczano 6 gatunków z Ameryki Południowej, obecnie klasyfikowanych w rodzaju Anisophya.
Wykazywany z Polski I. brevipennis został uznany za młodszy synonim I. camptoxypha. Gatunek Isophya modesta był w przeszłości mylnie podawany z Polski – publikowana informacja dotyczyła Łysej Góry na Ukrainie, w 2020 roku odnaleziono go jednak na Pogórzu Przemyskim. Natomiast stwierdzenia z Polski Isophya pyrenaea, dotyczą najprawdopodobniej innych gatunków.